# Darlington (Regno Unito)
Darlington (93 037 ab. nel 2021) è un paese del autorità unitaria Darlington, del Regno Unito che si trova nella contea inglese di Durham.

## Storia
Nel corso del Medioevo le attività delle popolazioni locali si basavano quasi esclusivamente sul commercio mentre, a partire dai secoli successivi, la città divenne famosa per la produzione della lana. Nel XIX secolo, con l'avvento della Rivoluzione industriale, si specializzò nella produzione di materiale ferroviario. Attualmente è sede di numerose imprese legate alle telecomunicazioni e di diverse industrie che si dedicano alla progettazione di motori diesel. Tra i principali luoghi di interesse è da ricordare la chiesa di San Cutberto che risale al XII secolo.

## Infrastrutture e trasporti
Nel 1825, assieme a Stockton-on-Tees, città situata nella contea di Cleveland a pochi chilometri da Middlesbrough, Darlington è stata la sede della prima linea ferroviaria del mondo, realizzata dall'ingegnere George Stephenson.

## Amministrazione

### Gemellaggi
- Amiens
- Mülheim an der Ruhr